# Zinnfigurenmuseum (Bad Bergzabern)
Das Zinnfigurenmuseum ist ein Museum in Bad Bergzabern, das im Keller eines als Antiquariat genutzten Hauses untergebracht ist.

## Lage
Das Museum befindet sich in der örtlichen Marktstraße und trägt die Hausnummer 14. Unmittelbar östlich ist die evangelische Marktkirche angebaut.

## Gebäude
Beim denkmalgeschützten Gebäude handelt es sich um ein kombiniertes Wohn- und Geschäftshaus. Es stellt einen dreigeschossigen Bau aus der Zeit des Barock dar, der mit der Jahreszahl 1723 bezeichnet ist und somit eines der ältesten Häuser in Bad Bergzabern aus dieser Epoche darstellt. Das Kreuzgewölbe im Keller stammt aus dem 13. Jahrhundert und war ursprünglich Teil eines Vorgängerbaus. 1970 gelangte das Haus in Besitz von Kurt Wilms, der es renovierte, um im Anschluss dort eine antiquarische Buch- und Kunsthandlung einzurichten.
.

## Ausstellung
Kurt Wilms, der Besitzer des Hauses, sammelte im Zeitraum von mehr als fünf Jahrzehnten Zinnfiguren, die der im Keller in Form eines Museums aufbewahrt. Die Sammlung umfasst insgesamt 20.000 Zinnfiguren und 140 Schaubilder. Darüber hinaus findet ein Verkauf von Zinnfiguren statt.